# Albert Andersson
Albert Per Andersson (Tomelilla, 25 aprile 1902 – Kristianstad, 5 marzo 1977) è stato un ginnasta, multiplista e ostacolista svedese, vincitore della medaglia d'oro ai Giochi olimpici di Anversa 1920.

## Palmarès

### Giochi olimpici
- 1 medaglia:
  - 1 oro (Anversa 1920 nel concorso svedese a squadre)